# ATL-444
ATL-444 là một loại thuốc hoạt động như một chất đối kháng chọn lọc mạnh và hợp lý cho các thụ thể adenosine A1 và A2A. Nó đã được sử dụng để nghiên cứu vai trò của hệ thống thụ thể adenosine trong hoạt động củng cố của cocaine.